# はじまりエール
「はじまりエール」は、SUPER☆GiRLSの26枚目のシングル。2021年4月21日にiDOL Streetから発売された。

## 概要
CD+Blu-ray Disc、CDのみの2形態で発売。本作は2021年6月にグループからの卒業を発表している渡邉幸愛が単独センターを務める。石丸千賀卒業後9名体制として発売する最初のシングルであると同時に、渡邉と松本愛花が参加する最後のシングルである。また、"SUPER☆GiRLS 第4章"としても最後のシングルとなった。
渡邉は、本作のMV制作等にも携わっており、衣装は渡邉の担当カラーである赤色がベースとなっている。MVでは渡邉が初めて参加した「花道!!ア〜ンビシャス」やリーダーに就任後初めてリリースした「コングラCHUレーション!!!!」の衣装、過去の楽曲の振り付けなどが取り入れられている。また、歌詞について渡邉は「私の"今まで"を振り返ってと"この先への気持ち"を聞いてくださりそのままの言葉を歌詞に取り入れて下さいました」と語っている。
表題曲「はじまりエール」は2021年2月24日放送の『Nutty Radio Show THE魂』（NACK5）で、メディア初OAと同時に新曲として発売することが発表され、同年3月28日にOPENREC.tvで生配信された『SUPER☆GiRLS channel【開設記念】ミニライブ&トークショー!!』でパフォーマンスが初披露された。なお、MVはアニヴェルセル大宮で撮影された。
カップリング曲の「Bloom」は、渡邉が作詞、同グループのメンバーである坂林佳奈が作曲を行っており、2020年12月22日に行われた『SUPER☆GiRLS 10周年LIVE 〜ありがとうが止まンないっ！〜』で初披露された。

## 収録曲

### CD
1. はじまりエール [3:50]
作詞：Litz、作曲：日比野裕史[1]、編曲：日比野裕史・渡辺徹[11]
2. Bloom [4:22]
作詞：渡邉幸愛、作曲：坂林佳奈[9]、編曲：杉田昌也
3. はじまりエール Instrumental
4. Bloom Instrumental

### Blu-ray Disc
1. はじまりエール Music Video
2. はじまりエール Music Video Making
3. はじまりエール Music Video 個人サビver.
4. 渡邉幸愛 Last Recording Making

## 音楽配信
CDの発売日である4月21日に配信開始。ハイレゾ音源および「はじまりエール」のMVも同日に配信開始した。
太字の配信サービスはハイレゾ音源を配信していることを示す。MVは「はじまりエール」のMVも配信していることを示す。

## イベント
| 日程             | 公演名                                                         | 会場                                                  | 備考 |
| ---------------- | -------------------------------------------------------------- | ----------------------------------------------------- | --- |
| 2021年 3月14日   | 個別デジタルネットサイン会                                     | Talkport                                              | Talkportの対象商品購入者が参加できるもの。オンラインで1:1のビデオトーク内で、デジタルフォトデータへのサインを実施。                                                           |
| 3月21日・4月18日 | ネットサイン会                                                 | YouTube LIVE                                          | MUVUSの対象商品購入者が参加できるもの。3月21日は渡邉・坂林・井上・門林・樋口・松本が参加し、クリアファイルもしくは短冊へサイン、4月18日は全員が参加し生写真へのサインを実施。 |
| 4月3日           | リリース記念イベント                                           | イオンレイクタウン（ヴィレッジヴァンガード+PLUS店内） | ミニライブ・個別撮影会。 4月3日はミニライブ1部・特典会2部制、4月10日はミニライブ2部・特典会1部制 での実施。                                                                   |
| 4月10日          | リリース記念イベント                                           | イオンモール幕張新都心                                | ミニライブ・個別撮影会。 4月3日はミニライブ1部・特典会2部制、4月10日はミニライブ2部・特典会1部制 での実施。                                                                   |
| 4月9日           | TALKIN' ABOUT特典会                                            | Talkport                                              | オンライン音楽番組『TALKIN’ABOUT』収録参加に伴うオンライン特典会。渡邉・阿部・長尾・金澤・井上が参加。                                                                        |
| 4月11日          | ネット手形会&ネットサイン会                                    | YouTube LIVE                                          | MUVUSの対象商品購入者が参加できるもの。色紙に手形を押したもの、または個人アーティスト写真の生写真へのサインを実施。                                                           |
| 4月20日・21日    | CDジャケットサイン&ポスターサイン会                            | YouTube LIVE                                          | MUVUSの対象商品購入者が参加できるもの。20日は阿部・坂林・樋口が、21日は渡邉・長尾・金澤・井上・門林・松本が参加。CDジャケットまたはB2告知ポスターへのサインを実施。           |
| 4月24日          | タワーレコードオンライン プレミアムミニライブ&オンライン特典会 | -                                                     | タワーレコードオンラインの対象商品購入者が参加できる、オンラインミニライブ・ネットサイン会。抽選で対象商品購入者のうち60名がミニライブの現地での観覧に招待された。            |
| 4月25日          | ネットチェキサイン会                                           | YouTube LIVE                                          | MUVUSの対象商品購入者が参加できるもの。チェキへのサインを実施。 |
| 4月29日          | 全員ポスターサイン会                                           | YouTube LIVE                                          | MUVUSの対象商品購入者が参加できるもの。告知ポスターにメンバー全員のサインを実施。                                                                                             |
| 6月20日          | SUPER☆GiRLS 渡邉幸愛・ラスト・単独リリースイベント             | EBeanS                                                | トークショー・撮影会。2部制。渡邉が参加。 |

※前作『超絶少女☆COMPLETE 2010〜2020』のリリースまでは新型コロナウイルス感染症の流行の影響でオンラインの特典会のみであったが、今作のリリース記念イベントより一部対面イベントが再開されている。